# Inferno

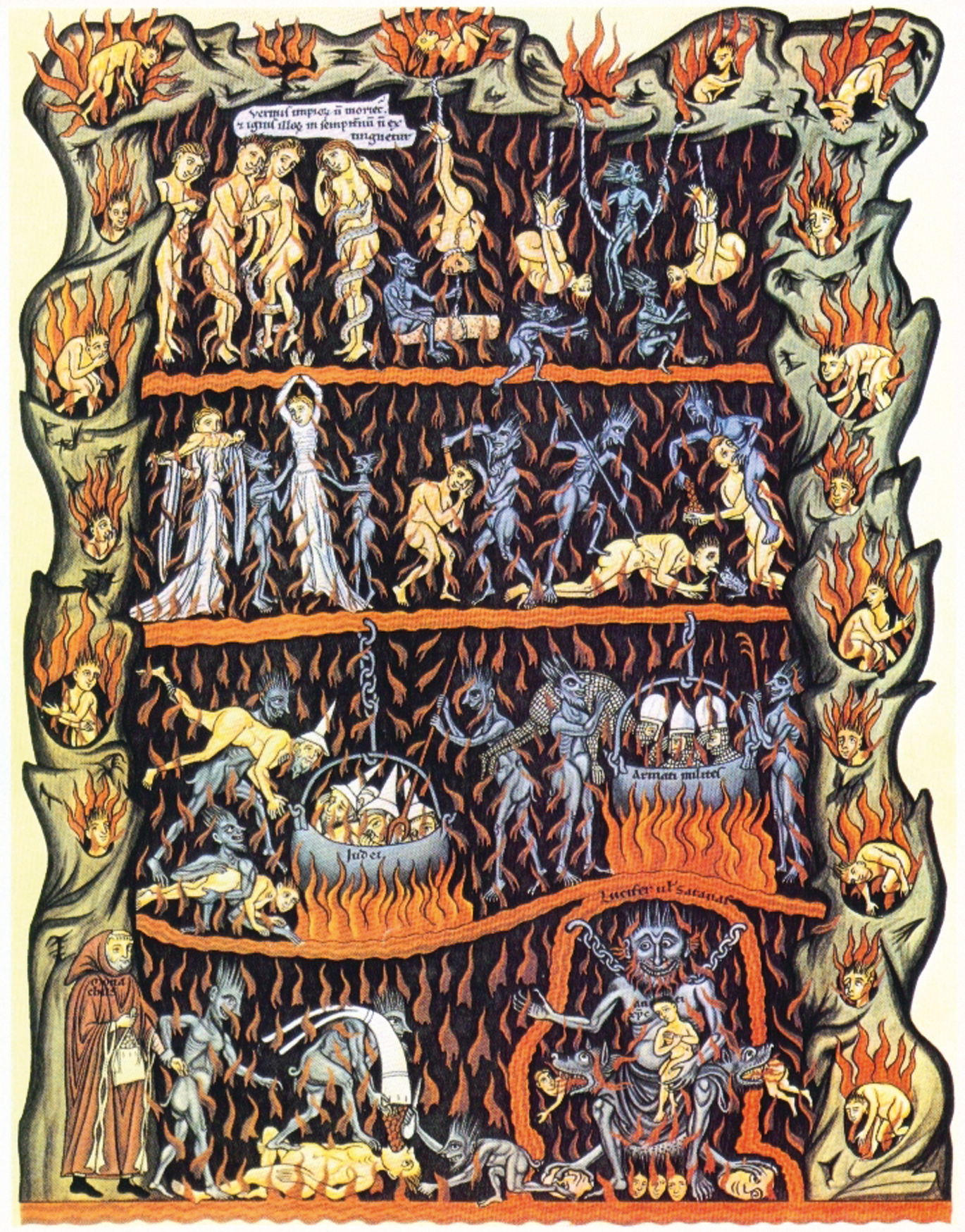
Ilustração medieval do inferno no Hortus deliciarum, manuscrito de Herrad de Landsberg c. 1180

A origem do termo "inferno" é latino, infernum, que significa "as profundezas" ou o "mundo inferior". Origina-se da palavra latina pré-cristã inferus "lugares baixos", infernus. É um conceito presente em diferentes religiões, mitologias e filosofias, representando a morada dos mortos indistintamente, segundo alguns, ou o lugar de condenação e grande sofrimento das pessoas más, segundo outros.
O significado atribuído à palavra "inferno" atualmente advém da obra A Divina Comédia de Dante, e da obra Paraíso Perdido, de Milton. A ideia de um local de tormento ardente no submundo, porém, remonta a uma época muito anterior a Dante ou a Milton.

## Termos e traduções nas bíblias judaica e cristã

#### Hebraico "sheol"
A palavra hebraica principal usada para se referir ao mundo dos mortos é "sheol". A origem do termo é incerta e todas as tentativas de fazer isso foram frustradas ou são duvidosas. 
A Bíblia hebraica usa o termo "sheol" (65 vezes) para se referir ao mundo dos mortos, retratado como um profundo e escuro "abismo" e "sepultura". "De acordo com o pensamento dos israelitas antigos, um abismo escuro e silencioso situado nas profundezas da terra, para onde todas as pessoas iam depois de morrer." 
Sheol é o termo preferido dos textos poéticos, pois, exceto oito passagens no Antigo Testamento (AT), todas as demais ocorrem em textos poéticos. É a sepultura ou morada de todos os mortos indistintamente. 

#### Grego "hades"
Quando os judeus fizeram a tradução da Bíblia Hebraica para o grego helenístico, a "Septuaginta", usaram 61 vezes o termo grego "hades", comum na mitologia grega para se referir ao reino dos mortos, mas não há evidências de que partilhassem de todas as concepções mitológicas sobre o hades, principalmente sua personificação no deus Hades.
Os cristãos, ao produzirem o chamado "Novo Testamento", usaram a palavra hades para se referir ao seu submundo dos mortos, principalmente quando citavam a Bíblia Hebraica (Antigo Testamento), traduzindo a palavra sheol. Assim como os judeus fizeram com a Septuaginta, os cristãos emprestaram apenas o sentido geral de da palavra hades, como mundo dos mortos, mas não há evidências no Novo Testamento ou nos primeiros cristãos de que usassem a palavra com a mesma ideia mitológica grega.
O Dicionário da Bíblia Almeida, publicado pela Sociedade Bíblica do Brasil, responsável pela tradução das principais versões da Bíblia protestante usada no Brasil, diz sobre o termo "hades": "Palavra grega que designa a morada dos mortos, bons e maus. Em quase todos os contextos, hades é equivalente a SHEOL (At 2.31). Possivelmente no seu Evangelho, Lucas (16.23) tenha empregado hades como equivalente de Geena, num contexto de castigo e tormento, visto que essa era a visão típica dos gregos e dos romanos quanto à situação das pessoas depois de sua morte." 

#### Latino "infernus"
A medida que a Igreja crescia e mais romanos foram se tornando cristãos, por fim, cristianizando todo o império, foram feitas traduções da Bíblia para o latim, língua oficial dos romanos. Primeiro havia os textos da Antiga Latina ou Vetus Latina, e, por fim, o monge São Jerônimo fez uma tradução completamente nova da Bíblia (Antigo e Novo Testamento) para o latim que veio a ser conhecida como Vulgata Latina (vulgata, quer dizer comum, i.e., latim comum). Na Vulgata, foi usado o termo latino infernus 61 para traduzir o hebraico "sheol" (61 vezes) e os gregos "hades" e "geena" sem distinção, o que fatalmente tem causado vários mal entendidos, uma vez que "geena" tem sentido diverso de "hades" e "sheol", embora em alguns contextos apareça associado a estes. Assim como "sheol" e "hades", "infernus" se referia ao mundo dos mortos na mitologia romana.
O Dicionário da Bíblia Almeida (2ª edição), falando sobre a tradução do termo "sheol", diz: "Palavra hebráica traduzida de várias maneiras no AT. Na ordem decrescente do número de ocorrências, a RA [Almeida Revista e Atualizada] traduz Sheol por inferno, o além, sepultura e cova, abismo, morte, reino dos mortos. A RC [Almeida Revista e Corrigida] traduz por inferno, sepulcro, terra, Sheol. A NTLH quase sempre traduz Sheol por mundo dos mortos, algumas poucas vezes traduz por morte e outras vezes por sepultura."
A maioria das versões em idioma português seguem a tradição da Bíblia Vulgata Latina, também não fazem distinção do original hebraico ou grego:
| Manuscrito Hebraico   | Termo hebraico transliterado | Ocorrências na BHS | Equivalente grego | Equivalente latino | Tradução em português                       | Algumas Referências Bíblicas                                                                                |
| --------------------- | ---------------------------- | ------------------ | ----------------- | ------------------ | ------------------------------------------- | --- |
| שְׁאוֹל                  | Sheol                        | 65 vezes           | Hades.            | Infernus           | Inferno                                     | Gn 37.35; 42.38; Nm 16.30,33; Dt 32.22; 1Sm 2.6/ Jó 11.8; 17.16; Ec 9.10; Is 14.9; 38.10; Os 13.14; Am 9.2  |
| גֵּיא בֶן־הִנֹּם ou גֵּיא הִנֹּם | Gê Ben-Hinnóm ou Gê Hinnóm   | 13 vezes           | Geenna ou Tártaro | ?                  | Vale do filho de Hinom ou só Vale de Himon* | Js 15.8*; 18.16*; 2Rs 23.10; 2Cr 28.3; 33.6; Ne 11.30*; Jr 7.31,32; 19.2,6; 32.35. (* expressão abreviada.) |

| Manuscrito Grego | Termo grego transliterado | Ocorrências no NA28 | Equivalente hebraico            | Equivalente latino  | Tradução em português | Algumas Referências Bíblicas                                            |
| ---------------- | ------------------------- | ------------------- | ------------------------------- | ------------------- | --------------------- | ----------------------------------------------------------------------- |
| ᾅδης             | Hades                     | 10 vezes            | Sheol                           | Infernus            | Inferno               | Mt 11.23; 16.18; Lc 10.15; 16.23; At 2.27; 2.31; Ap 1.18; 6.8; 20.13,14 |
| γέεννα           | Geenna                    | 12 vezes            | "Gê Hinnóm" ou Gê Ben-Hinnóm    | Infernus            | Inferno               | Mt 5.22,29,30; 10.28; 18.9; 23.15,33; Mc 9.43,45,47; Lc 12.5; Tg 3.6    |
| ταρταρόω         | Tartaroó                  | 1 vez               | Não há. Talvez: "Gê Ben-Hinnóm" | Tartarum / Infernus | Tártaro ou Inferno    | 2Pe 2.4                                                                 |
| ἡ λίμνη ὁ πῦρ    | He Limné tou Pyrós        | 5 vezes             | Talvez "Gê Ben-Hinnóm"          | Tartarum / Infernus | Lago de Fogo          | Ap 19.20; 20.10,14,15; 21.8                                             |

Das palavras "hades" e "sheol", ambas com significado semelhante, tendo conotação clara de um lugar para onde os mortos vão. Em versículos bíblicos onde se menciona tais palavras, é possível perceber que se trata do mesmo lugar, genericamente, o mundo subterrâneo dos mortos, sem explicar e entrar em muitos detalhes como nas mitologias grega e romana.

## Evolução do conceito de "inferno"
Com o tempo é comum vermos as palavras recebendo nova conotações que ultrapassam o significado original ou até mesmo mudando completamente de significado. Não é diferente com a história da palavra inferno e os termos relacionados em latim, grego e hebraico. Com o passar do tempo, muitas religiões interpretaram o "inferno", como o destino de apenas alguns; pessoas que não assumiram uma conduta louvável, do ponto de vista religioso, e que, por isso, foram condenadas ao sofrimento jamais visto pelo mundo material.

### Na teologia cristã
Alguns teólogos observaram que o inferno não poderia ser um lugar desagradável, já que um personagem bíblico que estava em sofrimento no mundo real, desejou “esconder-se no inferno” para aliviar sua dor. Por outro lado, o próprio Jesus fez uma narrativa de uma situação de um homem rico que se encontrava no inferno (hades) que implorava a Abraão que mandasse um conhecido que não estava no inferno lhe refrescasse a língua com pelo menos a ponta do dedo molhado em água, pois em chamas era atormentado (Ver Lucas, capítulo 16, versículos de 19 ao 31).
Mas há interpretes, como as Testemunhas de Jeová, que entendem que esse texto não deve ser entendido literalmente. Argumentam que uma gota de água não alivia dor de quem está em chamas ou num calor intenso, mas transmite a ideia de que pelo enorme sofrimento precisaria aliviar-se de qualquer jeito. A crença na existência de um lugar de tormento para o significado das palavras "Hades" e "Sheol", foi muitas vezes confundida com a palavra “Geena”, traduzida para “lago de fogo”, uma forma simbólica para destruição eterna.
Alguns interpretes da Bíblia concluem que todos que morrem vão para o inferno (Hades e Sheol), lugar onde até o próprio Jesus foi, a sepultura, sua câmara mortuária. 
O respeitado teólogo calvinista Herman Bavinck, faz uma contundente observação sobre a mudança no uso da palavra inferno em sua obra de referência. Ele afirma que "a palavra “Hades” gradualmente mudou seu significado. A afirmação de que Cristo desceu ao Hades só podia surgir numa época em que essa palavra ainda tinha o sentido de 'mundo depois da morte' em geral e ainda não tinha adquirido o sentido de 'inferno', pois a ideia de que Cristo desceu ao lugar de tormento, ao inferno real, em nenhum lugar é encontrada na Escritura e também não ocorre nos escritos cristãos mais antigos. Essa mudança de significado sofrida pela palavra 'Hades', entretanto, e que foi preparada aqui e ali no Antigo e no Novo Testamentos (e.g., Is 14.11; Lc 10.15; 16.23) continuou na literatura eclesiástica posterior e cada vez mais levou à identificação de Hades com Geena (inferno, lugar de tormento)."
Logo cedo no período patrístico surgiu a ideia de inferno como sendo dividido em áreas para bons e maus, lembrando bastante a ideia do Hades da mitologia grega. Assim, concebeu-se o limbus patrium (dos patriarcas antes de Cristo) e o limbus infantium (das crianças). Esses limbos ficam, como o termo indica, na borda ou margem do inferno. A interpretação mais comum durante a Idade Média era que Jesus, enquanto morto, foi ao limbo dos antigos patriarcas e os libertou para irem para o céu. Homens como Marcião de Sinope, Tertuliano, Irineu, Justino Mártir, etc, criam que Jesus desceu ao inferno para livrar as almas dos justos que morreram antes de sua vinda.  Já para outros, Jesus havia ido ao purgatório para livrar as almas que ali se encontravam. Essa não só é o pensamento católico, como também de alguns protestantes, que, em vez de chamar de  limbus patrium, chamam de "ceio de Abraão". Segundo Gonzales, "No cristianismo antigo, o que se pensava (e o que mais tarde Lutero também afirmou) era que Jesus foi ao próprio coração do reino de Satanás, e ali destruiu seu poder para sempre, libertando aqueles que Satanás tinha cativos." Sobre a origem dessa ideia, o teólogo Bavinck cogita que "Talvez possamos inferir disso uma ideia que ocorre repetidamente nos autores mais antigos da igreja: a de que a doutrina da descida ao inferno se originou em resposta à questão de onde os crentes do Antigo Testamento, e também aqueles que morreram em Cristo, ficaram enquanto esperavam o dia do retorno de Jesus. Quanto mais esse retorno demorava, mais urgente se tornou essa questão, e as pessoas encontraram conforto no pensamento de que 'por essa razão Cristo entrou no inferno, de forma que não tenhamos mais de ir para lá' ".
O Dicionário Expositivo de Palavras do Velho e do Novo Testamento  diz a respeito do uso de "inferno" para traduzir as palavras originais do hebraico "Sheol" e do grego "Hades": Hades… Corresponde a Sheol no Antigo Testamento. Na Versão Autorizada do A.T. e do N. T., foi vertido de modo infeliz por Inferno.
A Enciclopédia da Collier  diz a respeito de "inferno": Primeiro representa o hebraico Seol do Antigo Testamento, e o grego Hades, da Septuaginta e do Novo Testamento. Visto que Seol, nos tempos do Antigo Testamento, se referia simplesmente à habitação dos mortos e não sugeria distinções morais, a palavra ‘inferno’, conforme entendida atualmente, não é uma tradução feliz.
O Webster’s Third New International Dictionary diz: Devido ao entendimento atual da palavra inferno (Latim Infernus) é  que ela constitui uma maneira tão infeliz de verter estas palavras bíblicas originais. A palavra inferno não transmitia assim, originalmente, nenhuma ideia de calor ou de tormento, mas simplesmente de um lugar coberto ou oculto (de… helan, esconder).
A The Encyclopedia Americana diz: Muita confusão e muitos mal-entendidos foram causados pelo fato de os primitivos tradutores da Bíblia terem traduzido persistentemente o hebraico Seol e o grego Hades e Geena pela palavra inferno. A simples transliteração destas palavras por parte dos tradutores das edições revistas da Bíblia não bastou para eliminar apreciavelmente esta confusão e equívoco.

### O inferno na obraA Divina Comédia

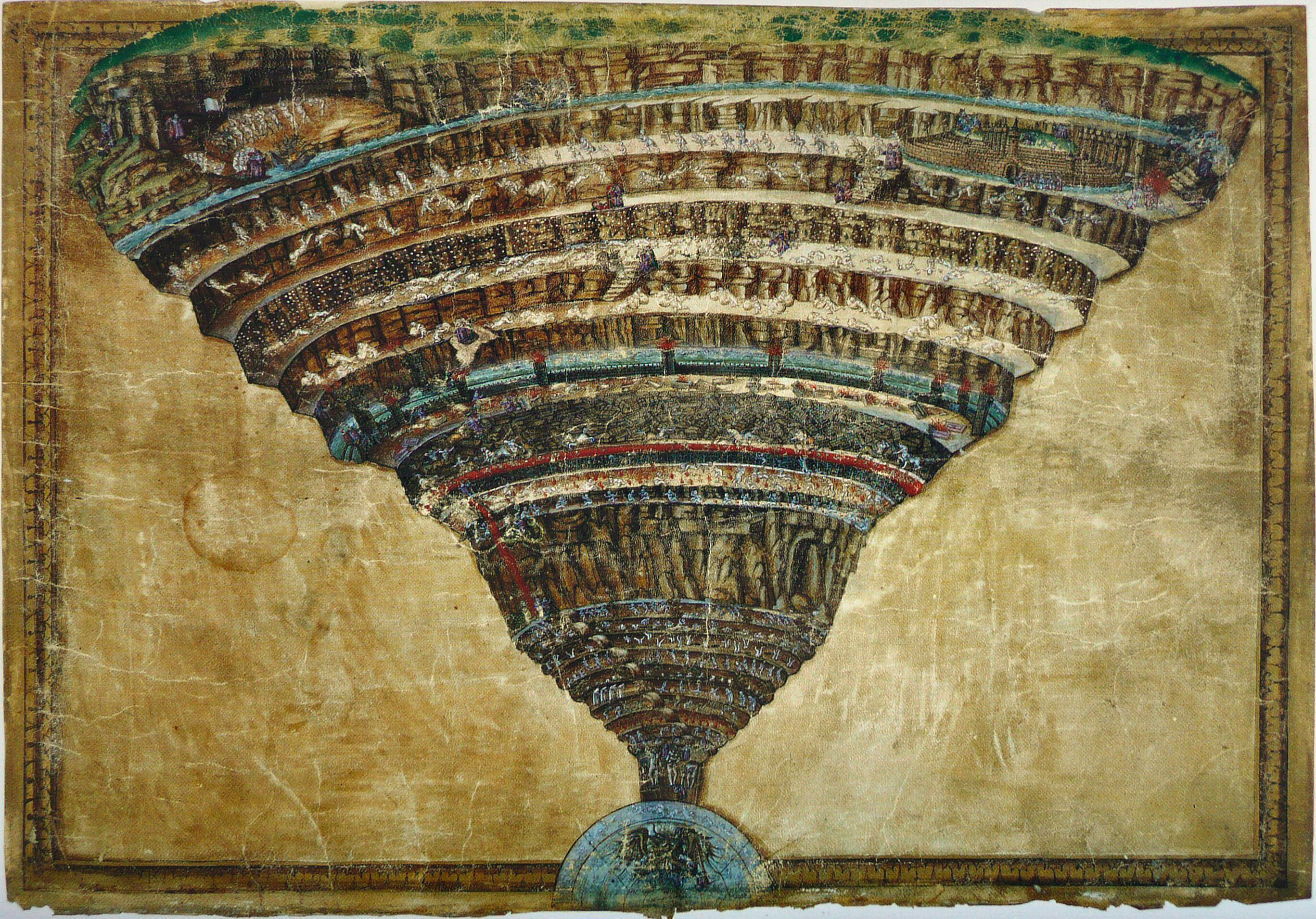
A pintura do Mapa do Inferno, de Sandro Botticelli, é um dos 98 desenhos existentes que foram originalmente incluídos no manuscrito ilustrado da Divina Comédia de Dante, encomendado por Lorenzo di Pierfrancesco de' Medici. (Artista: Sandro Botticelli em c. 1485)

É atribuído a Dante Alighieri, em sua obra clássica A Divina Comédia, a popularização do conceito de inferno como local de fogo, onde os demônios atormentam as almas condenadas. Essa visão veio a se tornar a ideia popular entre cristãos e não cristãos de como é o inferno.
Em sua obra Dante encontra o poeta Virgílio (autor da Eneida) e com ele entra e passeia pelo inferno. Esse encontro é sugestivo e claramente mostra que é uma descrição sincretista entre o inferno da mitologia cristã e o Hades grego.
A primeira descrição do inferno, em forma de alerta é: “Vós que aqui entrais, abandonais toda a esperança.” Em sua obra o inferno é retratado como tendo 9 círculos ou níveis, cada um reservado a um tipo de pecador crescendo em grau até o nono círculo onde está o próprio Diabo.

### Inferno como arquétipo contemporâneo
A fusão entre paixão, desejo, pecado e condenação envolvida na imagem do Inferno permitiram ao imaginário contemporâneo imaginar antes lugar de prazer e de servidão ao prazer do que propriamente de sofrimento ou purificação. O fenômeno é bem observado na cultura cristã que, no seguimento dos esforços aplicados às ideias de purificação do monoteísmo, condenou as divindades mais materiais da fertilidade, das paixões e da energia sexual, o que literalmente as transformou em demônios. Assim, os arquétipos da paixão e do prazer ficaram associados ao do inferno, com a consequente mudança de sentido e de atração sobre a imaginação.
Outras correntes de pensamento atuais, curiosamente também com base na cultura católica-cristã, demonstram a sua opinião de inferno não como um local físico, mas antes como um estado de espírito, indo ao encontro da ideia preconizada por diversas correntes filosófico-religiosas partidárias da reencarnação.

## Religiões Monoteístas (Abraâmicas)

### Judaísmo
Para os israelitas antigos era o termo designativo do mundo dos mortos é sheol, que apresenta essa característica de desolação, silêncio e purificação. "De acordo com o pensamento dos israelitas antigos, um abismo escuro e silencioso situado nas profundezas da terra, para onde todas as pessoas iam depois de morrer." Sheol tem uma associação muito estreita com o túmulo (veja Isaías 5.14; 11.9,18-20), mas sheol é usado principalmente em textos poéticos. Embora o significado seja controverso, o uso do termo sheol indica lugar de morada dos espíritos dos mortos, conforme o contexto nos mostra, embora deixe transparecer que essa existência no sheol é um estilo de vida fraca e não gratificante. Veja Isaías 14.9-11:
"O Sheol, lá embaixo, está por tua causa turbado, para te encontrar na tua vinda; por tua causa, desperta as sombras, os principais da terra e faz levantar-se dos seus tronos a todos os reis das nações. Todos eles responderão e te dirão: Também tu estás fraco como nós? Tornas-te semelhante a nós? Abatida está até o Sheol a tua pompa, o som das tuas harpas; debaixo de ti, estendem-se os gusanos, e os bichos te servem de coberta."
Esse texto profético de Isaías fala sobre a queda do rei da Babilônia, Nabucodonosor II que, apesar de seu poder militar, seria derrotado e morto descendo ao mundo dos mortos (sheol). O texto descreve então a reação consciente dos mortos (sombras) que despertam para encontrar-se com o rei morto de Babilônia e zombar da sua queda e morte como um mero mortal.
O termo geena  é a forma grega do hebraico ge-hinom, que quer dizer “Vale de Hinom”. Era o nome dado a uma ravina profunda ao sudoeste de Jerusalém, entre a estrada que vai para Belém e a que vai para o Mar Morto (Js 15.8). Nesse local, originalmente, sacrifícios humanos eram realizados na época dos amonitas ao deus Moloque (ou Moloch) como se lê em 2Reis 23.10. Posteriormente, no período israelita, tornou-se uma espécie de lixão da cidade de Jerusalém, que era mantido frequentemente em chamas devido ao material orgânico que ali era lançado.
É importante observar que Jesus, ao se referir à geena em Marcos 9.48, usou uma linguagem semelhante a de Isaías 11.11, descrevendo-a como um lugar onde "o verme nunca morre" (veja também Isaías 66.22).

### Cristianismo

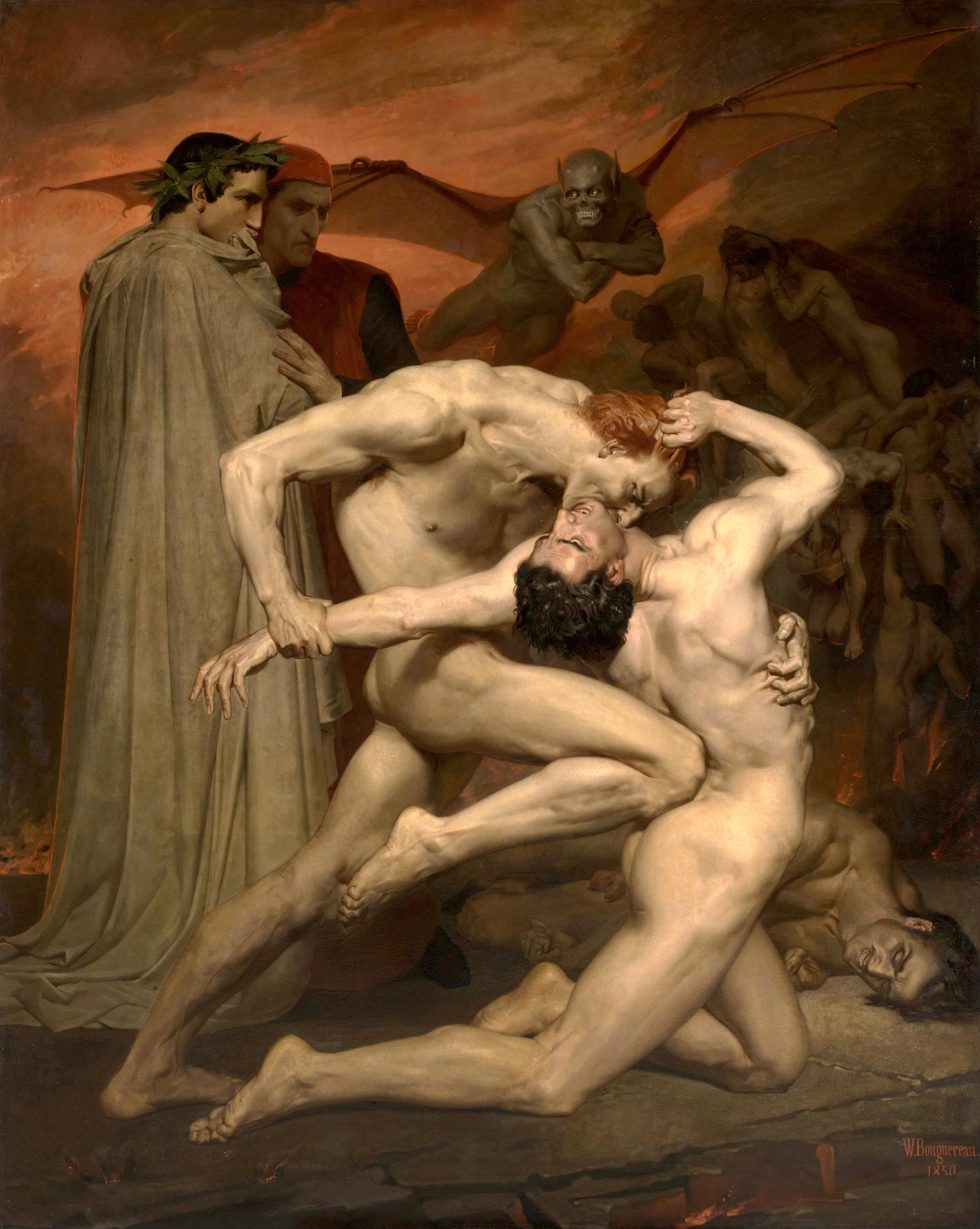
O Inferno de Dante Alighieri. Dante e Virgílio no Inferno, quadro de William-Adolphe Bouguereau

No Cristianismo, o inferno é tradicionalmente entendido como um lugar de condenação eterna, especialmente nas igrejas cristãs históricas conservadoras. A visão predominante entre as principais denominações cristãs, como católicos, ortodoxos e protestantes tradicionais, é que o inferno representa a separação eterna de Deus, acompanhada de sofrimento consciente. Teólogos como John Stott e algumas denominações, como os Testemunhas de Jeová e os Adventistas do Sétimo Dia, adotam uma perspectiva aniquilacionista, segundo a qual os ímpios serão aniquilados em vez de sofrerem eternamente.
Nos primeiros séculos do Cristianismo, houve debates sobre a natureza e duração do inferno. Alguns, como Orígenes, eram universalistas e acreditavam que a permanência da alma no inferno era temporária e que todos os seres poderiam ser reconciliados com Deus. Essas ideias estavam mais alinhadas com a concepção grega do hades como o "mundo dos mortos" do que com a visão de tormento eterno. Contudo, as ideias de Orígenes foram condenadas no Segundo Concílio de Constantinopla. Desde então, o ensino predominante nas principais tradições cristãs permanece a crença em um inferno eterno como punição definitiva para os ímpios.
Deve-se notar que na Bíblia parece, sim, haver a distinção entre hades (infernus) e geena ("lago de fogo"), pois o primeiro é temporário/passageiro e o último é o lugar de condenação eterna (Apocalipse 20.14). Nesse sentido Jesus diz que "as portas no inferno [hades] não prevalecerão contra a igreja" (Mateus 16.18), isto é, o hades não prenderá para sempre a igreja dos que morrerão, mas serão ressuscitados, pois Jesus é aquele que tem "as chaves da morte e do inferno [hades]" (Apocalipse 1.18). Deve-se notar que a Bíblia nunca diz que o cristão é jogado ou sai da geena (Lago de Fogo), enquanto tanto Cristo como os cristãos saem do hades ou infernus (Veja Mateus 16.18; Atos dos Apóstolos 2.27; Apocalipse 1.18; 20.13).
Também deve ser observado que, embora o Novo Testamento utilize 10 vezes a palavra grega "hades" comum para se referir ao mundo dos mortos, no entanto, está ausente a ideia de deificação de Hades como o deus e guardião do submundo conforme a mitologia grega. Nem mesmo a ideia tão comum hoje no cristianismo de que o inferno é o reino de Satanás ou Diabo onde ele domina e atormenta as almas dos condenados (bem semelhante a mitologia grega de Hades) está completamente ausente do texto bíblico. Na verdade o que vemos no Novo Testamento é que os demônios temem e imploram para não serem lançados no abismo (conceito estreitamente ligados a hades - ver Romanos 10.7) lugar de aprisionamento e condenação para eles (veja Lucas 8.28,31; Apocalipse 20.3). Essa ideia de inferno como sendo o reino do Diabo foi popularizada pela obra de Dante Aligheri, Divina Comédia [confira também Inferno (Divina Comédia)], onde o nono círculo, o mais profundo é onde está Satanás atormentando os piores pecadores, em sua visão.

### Testemunhas de Jeová e outros
Alguns indivíduos ou grupos como as Testemunhas de Jeová, entendem que o "inferno de fogo" (geena) como lugar literal de tortura das pessoas iníquas não é ensinado na Bíblia. Interpretam que os termos normalmente traduzidos por "inferno", hades (reino) [ou haídes, termo grego] e sheol [ou she'óhl, termo hebraico], significam literalmente  "sepultura" ou metaforicamente "lugar dos mortos". Nessa concepção, geena [ou gr. géenna] tem a ideia de destruição e aniquilação eterna. As Testemunhas de Jeová citam Atos 2:27, que conta que Jesus desceu ao Inferno (hades ou sheol) e foi ressuscitado. Usam textos como Eclesiastes 9:5 para defenderem a ideia de que os mortos, por estarem inconscientes, são incapazes de sentir qualquer tipo de sofrimento. Acreditam que após a ressurreição dos mortos, os pecados anteriores não lhes serão imputados [«Pois aquele que morreu foi absolvido do [seu] pecado» (Romanos 6:7), mas poderão recomeçar a vida escolhendo voluntariamente servir a Deus e alcançar assim a salvação num paraíso terrestre. 

### Mitologia grega

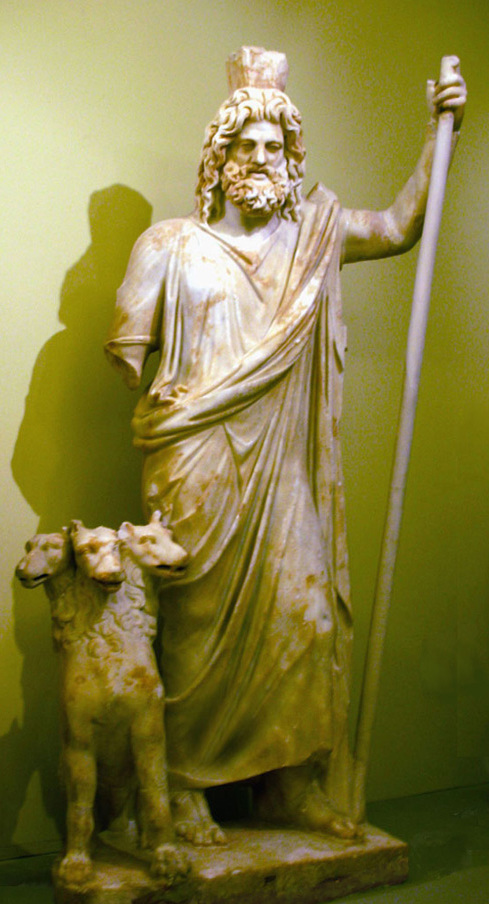
Estátua de Hades, o deus grego dos mortos, com o cão Cerberus

Na mitologia grega, as profundezas correspondiam ao reino de Hades, o submundo, para onde iam os mortos. Daí ser comum encontrar-se a referência de que Hades era deus dos infernos. O uso do plural, infernos indica mais o caráter de submundo e mundo das profundezas do que o caráter de lugar de condenação, em geral dado pelo singular, inferno.
Distinto do lugar dos mortos (hades) a mitologia grega também concebeu um lugar de condenação ou de prisão que era parte do hades, o Tártaro. A Carta do Apóstolo Pedro faz o único uso dessa palavra no Novo Testamente (2Pedro 2.4, traduzida por inferno na ARA e outras)

## Espiritismo

### Espiritismo kardecista
O inferno, segundo a visão do espiritismo, é um estado de consciência da pessoa que incorre em ações contrárias às estabelecidas pelas Leis morais, as quais estão esculpidas na consciência de cada pessoa. Uma vez tendo a criatura a sua consciência “ferida”, passa a viver em desajuste mais ou menos significativo de acordo com o grau de gravidade de suas ações infelizes, e se estampam através de desequilíbrios Espiritual, emocional, psicológico ou até mesmo orgânico. Esta situação lhe causa terríveis dissabores.[carece de fontes?]
Uma vez morta, se a criatura não evitou ações infelizes, buscando vivência saudável de acordo com as leis divinas, ela segue para o plano espiritual ou incorpóreo. Lá, junta-se a outros espíritos, que trazem conturbações conscienciais semelhantes. Afins, atraem afins.
Os planos espirituais de sofrimentos são inumeráveis e, guardam níveis de sofrimentos diferenciados, cujos níveis são estabelecidos pelos tipos de degradação da consciência, resultantes das ações perpetradas por cada criatura.[carece de fontes?]
Portanto o Inferno na visão espírita, como região criada por Deus para sofrimento eterno da criatura e geograficamente constituído, não existe. Se um dia todas estas criaturas sofredoras na erraticidade regenerarem-se, estas regiões deixarão de existir. É como se todos os pacientes de um manicômio terrestre fossem curados; o hospital poderia ser demolido e ceder o seu espaço a um jardim, etc.[carece de fontes?]
Deus não imputa pena eterna a nenhum de seus filhos. Podem sofrer, enquanto não despertarem para o bem e se propuserem a trilhar o reto caminho. Um dia mais cedo ou mais tarde ele, o Criador, na sua misericórdia e amor, concederá à criatura sofredora retorno à carne para continuar o seu aprendizado e aperfeiçoamento.[carece de fontes?]
Estes conceitos  são encontrados em O Livro dos Espíritos, editado em Abril de 1857 na sua quarta parte e, no livro O Céu e o Inferno editado em 1865. Ambas obras tendo como codificador (organizador), Allan Kardec.

## Religiões orientais

### Budismo
No budismo, de certo modo, todo o samsara é um lugar de sofrimento para o budismo, visto que em qualquer reino do samsara existe sofrimento. Entretanto, em alguns reinos, o sofrimento é maior correspondendo à noção de inferno como lugar ou situação de maior sofrimento e menor oportunidade de alcançar a liberação do samsara. Por esse motivo, muitas vezes expressam-se esses mundos de sofrimento maior como infernos. Nenhum renascimento em um inferno é eterno, embora o tempo da mente nessas situações possa ser contado em eras.[carece de fontes?]
Contam-se dezoito formas de infernos no budismo, sendo oito quentes, oito frios e mais dois infernos que são, na verdade, duas subcategorias de infernos: os da vizinhança dos infernos quentes e o infernos efêmeros. Além desses dezoito que constituem o "Reino dos Infernos", pelo sofrimento, o "Reino dos Fantasmas Famintos" é comparável à noção de inferno, sendo constituído de estados de consciência de forte privação - como fome ou sede - sem que haja possibilidade de saciar essa privação.[carece de fontes?]
No budismo, o renascimento em um inferno é uma consequência das virtudes e não-virtudes praticadas, de acordo com a verdade relativa do karma. Entretanto, alguns poucos atos podem, por si, conduzir a um renascimento nos infernos, principalmente o ato de matar um Buda e o ato de matar o próprio pai ou a própria mãe. A meditação sobre os infernos deve gerar compaixão.[carece de fontes?]
O teólogo cristão Herman Bavinck observa que: "O Budismo, que considera a vontade de viver – de fato, a própria existência – a causa de todo sofrimento, é aclamado como a mais elevada sabedoria. Viver é sofrer. A vida oscila para frente e para trás entre tristeza e enfado. Ela não merece o esforço de viver. O mundo, com seus hospitais, leprosários, torturas cirúrgicas, prisões, câmaras de tortura, senzalas, campos de batalha, tribunais, abrigos de miseráveis, e assim por diante, oferece bom material para a descrição do inferno e é ele mesmo um inferno, no qual um habitante é um demônio para outro. Se fosse um pouquinho pior, entraria em colapso sob o peso de sua própria miséria. Portanto, tudo o que existe merece perecer."

## A designação de "inferno" nas diferentes mitologias
O inferno, recebe várias versões nas mais variadas mitologias:
- Di Yu, o inferno da mitologia chinesa
- Hades, o inferno da mitologia greco-romana
- Helgardh ou Hel o inferno da mitologia nórdica
- Ammit, o "inferno" da mitologia egípcia
- Mag Mell, o inferno da mitologia irlandesa
- Ne no Kuni e Yomi no Kuni, os infernos da mitologia japonesa
- Jahannam, inferno na escatologia islâmica